# اولگ سنتسوف
اولگ سنتسوف (اوکراینی: Олег Геннадійович Сенцов؛ زادهٔ ۱۳ ژوئیهٔ ۱۹۷۶) کارگردان، فیلم‌نامه‌نویس و تهیه‌کننده اوکراینی است که برای ساختن فیلم بازیکن در سال ۲۰۱۱ مشهور است. در پی الحاق کریمه به روسیه او در کریمه بازداشت شد و توسط دادگاهی در روسیه به اتهام طراحی حملات تروریستی به ۲۰ سال زندان محکوم شد.